# Chapelle du Fay de Sixt-Fer-à-Cheval
La chapelle du Fay de Sixt-Fer-à-Cheval est un lieu de culte catholique situé dans le département de la Haute-Savoie, dans la commune de Sixt-Fer-à-Cheval.

## Historique
La chapelle du Fay est érigée en 1642, sous le vocable de l'Ange Gardien et de saint Claude.
La façade ouest de l'édifice est refaite en 1869.